# Allègre-les-Fumades
Allègre-les-Fumades är en kommun i departementet Gard i regionen Occitanien i södra Frankrike. Kommunen ligger i kantonen Saint-Ambroix som tillhör arrondissementet Alès. År 2022 hade Allègre-les-Fumades 1 013 invånare.

## Befolkningsutveckling
Antalet invånare i kommunen Allègre-les-Fumades
Referens:INSEE